# Monocentrus sanghae
Monocentrus sanghae är en insektsart som beskrevs av Boulard 1971. Monocentrus sanghae ingår i släktet Monocentrus och familjen hornstritar. Inga underarter finns listade i Catalogue of Life.